# Жаковоля-Попшечна
Жаковоля-Попшечна (пол. Żakowola Poprzeczna) — село в Польщі, у гміні Конколевниця Радинського повіту Люблінського воєводства.
Населення — 201 особа (2011).
У 1975-1998 роках село належало до Білопідляського воєводства.

## Демографія
Демографічна структура станом на 31 березня 2011 року:
|          | Загалом | Допрацездатний вік | Працездатний вік | Постпрацездатний вік |
| -------- | ------- | ------------------ | ---------------- | -------------------- |
| Чоловіки | 104     | 27                 | 61               | 16                   |
| Жінки    | 97      | 18                 | 58               | 21                   |
| Разом    | 201     | 45                 | 119              | 37                   |